# 费利佩城堡
皇家费利佩城堡（西班牙語：Fortaleza del Real Felipe）为西班牙统治美洲殖民地所修规模最大的防御工事，位于秘鲁首都利马西14公里处。
典型16世纪中叶欧洲城堡风格，该城堡守卫着卡亚俄港，今已改建成秘鲁陆军军事博物馆。因城堡建成时（1747年8月1日）正值斐迪南六世在位，故名为“皇家费迪南城堡”，后为纪念已故国王费利佩五世，改名为“皇家费利佩城堡”。

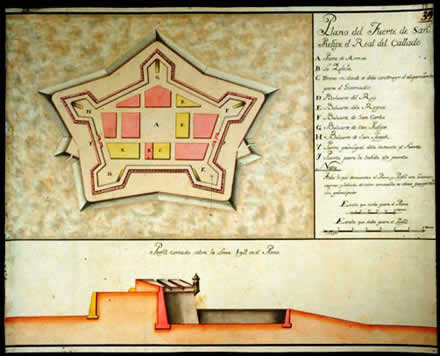
平面及剖面图

## 历史
皇家费利佩城堡，城墙全用坚石砌成，长1580米占地7万平方米，曾为防御工事以及临时政府、国会和法院所在地，现已改建成秘鲁陆军军事博物馆，为著名的旅游景点，也为APEC领导人会议周期间一处分会场。

卡亚俄港曾是西班牙殖民地输往欧洲大陆的最重要的港口，由于卡亚俄港常遭海盗的侵骚，殖民者在卡亚俄市周围修建了一道城墙。1746年10月，卡亚俄被大地震和海啸夷为平地，為抵挡自然灾害及英国海盗侵扰，皇家费利佩城堡应运而生。
1747年8月1日，当时的西班牙总督何塞·安东尼奥亲自为城堡奠基。城堡设计者有法国结构学家路易·戈丁、西班牙城堡建筑专家胡安·弗朗西斯科、和数学家何塞·阿米奇。
历时29年，耗资300万比索的城堡建成后，为纪念已故西班牙国王费利佩五世，遂被命名为“皇家费利佩城堡”。
有著淡黄色城墙的皇家费利佩城堡，是西班牙在美洲殖民统治规模最大的防御工事。有高大威严的石门、一座木制吊桥横跨在环城原16米宽的护城河上，全用坚石砌成，在一个多世纪充满战乱的期间，未被攻克过。

## 结构
呈不等边五角形，费利佩城堡每边建有命名为“国王”、“王后”、“圣费利佩”、“圣卡洛斯”和“圣何塞”等碉堡，均有弹药库。其中“国王”和“王后”是城堡内最醒目用石块砌成的建筑，堡上还有能向四周360度集中开火称为“骑士”的塔楼各有一吊桥供出入。
名为“国王”碉堡被视为“堡中之堡”共3层，下两层分别设有炮台（一层有铁炮24门，二层有铜炮8门），最上一层是了望台。
名为“王后”碉堡是城堡的主要防御工事，除设有弹药和粮食储备库外，还有水井及设计独特的监狱。嵌在堡垒石壁里的监狱呈半圆形，仅能容一人转身，囚犯得于全黑环境站立度日，看守室位于半圆形石壁中间有一个个小洞与监狱石墙相通，为防止光线射入，小洞路径弯曲但仍可监听囚犯的对话。

## 外部图片影片连结
- 秘鲁历史的见证：皇家费利佩城堡组图
- La Fortaleza del Real Felipe （页面存档备份，存于）
- VISTA FRONTAL DE LA FORTALEZA DEL REAL FELIPE (Callao) （页面存档备份，存于）